# Frederic Bell-Smith
Frederic Marlett Bell-Smith (ur. 26 września 1846 w Londynie, zm. 23 czerwca 1923 w Toronto) – kanadyjski malarz akwarelista i rysownik angielskiego pochodzenia.

## Życiorys
Studiował w Londynie, później w 1867 przeniósł się do Kanady, gdzie osiadł w Montrealu. Początkowo, od 1867 do 1884, pracował w firmach fotograficznych w Montrealu, potem Hamilton i Toronto, w 1881 został dyrektorem artystycznym Alma College w St. Thomas (do 1890). W 1889 został dyrektorem Toronto Art School. Był popularnym i płodnym artysta, uznanym za najlepszego kanadyjskiego akwarelistę. Malował przede wszystkim ceny z życia wielkiego miasta, sceny rodzajowe i pejzaże, zwłaszcza z Gór Skalistych, umiejętnie operując subtelną gamą barw. Gdy malował obrazy olejne, wykazywał się skłonnością do monochromatyzmu.